# Distretto di Dongying
Il distretto di Dongying (东营区S, Dōngyíng QūP) è un distretto della Cina, situato nella provincia dello Shandong e amministrato dalla prefettura di Dongying.